# John Pommer
John Eric Pommer, gebürtig Hans Eckhardt Hermann Pommer (* 26. Februar 1916 in Danzig, Deutsches Reich; † 26. Juli 2014 in Los Angeles, USA), war ein deutsch-amerikanischer Filmproduzent, Produktionsmanager und Regieassistent beim anglo-amerikanischen Film.

## Leben
Der Sohn des  deutschen Filmproduzenten Erich Pommer folgte seinem Vater 17-jährig 1933 ins Exil. 1935 war er in Beverly Hills ansässig, im Jahr darauf folgte er seinem Vater nach England. Dort begann Hans Eckhardt Hermann Pommer unter dem anglisierten Pseudonym John Pommer noch 1936 seine filmische Laufbahn als dritter Regieassistent bei den Großproduktionen Rembrandt und Elefanten-Boy von Alexander Korda, einem guten Bekannten Erich Pommers aus gemeinsamen Berliner Tagen. Zurück in den USA, setzte Pommer junior seine Arbeit als Regieassistent fort und fand  Arbeit bei Regisseuren, die sein Vater ebenfalls noch aus deutschen Zeiten kannte, vor allem Wilhelm Dieterle, der John Pommer bei Der Glöckner von Notre Dame unterbrachte. Nahezu zeitgleich  wurde der 23-Jährige im Dezember 1939 US-Staatsbürger.
Nach dem Krieg setzte John Pommer seine Karriere fort, fand fortan jedoch nur noch Beschäftigung bei zweit- und drittklassigen Billigfilmen, vor allem Western. 1952 wechselte er zum Fernsehen und wurde als Regieassistent zu mehreren Serien und Reihen geholt. Bereits 1948 agierte John Pommer erstmals im Produktionsmanagement, zwei Jahre darauf diente er als Produktionsassistent bei dem  in Deutschland gedrehten Antikriegsfilm Entscheidung vor Morgengrauen. Ohne persönlich als Produzent Filme hergestellt zu haben, wurde Pommer nunmehr in leitender Funktion als production manager und production executive für  Fernsehserien verpflichtet, darunter Mitte der 1960er Jahre auch The Bing Crosby Show. Daraufhin arbeitete Pommer seit Beginn der 1970er Jahre nahezu exklusiv für Crosbys eigene Produktionsfirma und war dadurch in diesem Jahrzehnt überwiegend an der Herstellung von Kinofilmen beteiligt. 
1980 ging John Pommer in den Ruhestand. Wohnorte bezog er im Laufe seines kalifornischen Lebens in Camarillo, Encino und Woodland Hills.

## Filmografie (Produktionsmanagement)
- 1948: Der Schrecken von Texas (Return of the Bad Men) (ungenannt) (Kinofilm)
- 1951: Entscheidung vor Morgengrauen (Kinofilm)
- 1955: Captain Fathom (Fernsehfilm)
- 1957: Wege zum Ruhm (Kinofilm)
- 1959–60: Hotel de Paree (TV-Serie)
- 1961: Miami Undercover (TV-Serie)
- 1961: Die X-15 startklar (X-15) (Kinofilm)
- 1963–64: Breaking Point (TV-Serie)
- 1964–65: The Bing Crosby Show (TV-Serie)
- 1965: Ein Käfig voller Helden (TV-Serie)
- 1971: Ben (Kinofilm)
- 1972: Ausgeliefert (You’ll Like my Mother) (Kinofilm)
- 1973: Der Große aus dem Dunkeln (Kinofilm)
- 1975: Die Re-Inkarnation des Peter Proud (The Reincarnation of Peter Proud) (Kinofilm)
- 1976: Der lange Kalifornier (Special Delivery) (Kinofilm)
- 1977: Das Teufelscamp (Mean Dog Blues) (Kinofilm)
- 1979: Der große Santini (Kinofilm)
- 1980: Roadie (Kinofilm)